# Holte IF
Holte IF – duński klub siatkarski z Holte. Obecnie występuje w najwyższej klasie rozgrywkowej (Elitedivision).

## Rozgrywki krajowe
- Mistrzostwo Danii (12): 1986, 1987, 1988, 1989, 1990, 1991, 1992, 1993, 1994, 1995, 1997, 1998
- Puchar Danii (14): 1981, 1986, 1987, 1988, 1989, 1990, 1991, 1992, 1993, 1994, 1995, 1996, 1997, 2002

## Rozgrywki międzynarodowe
| Sezon     | Rozgrywki                        | Osiągnięcie         |
| --------- | -------------------------------- | ------------------- |
| 1994/1995 | Puchar Europy Mistrzów Krajowych | 1/8 finału          |
| 1997/1998 | Liga Mistrzów                    | II runda            |
| 1998/1999 | Liga Mistrzów                    | II runda            |
| 2002/2003 | Puchar Top Teams                 | I runda             |
| 2003/2004 | Puchar Top Teams                 | faza kwalifikacyjna |